# Baumwipfelpfad Schwarzwald
Koordinaten: 48° 45′ N, 8° 32′ O

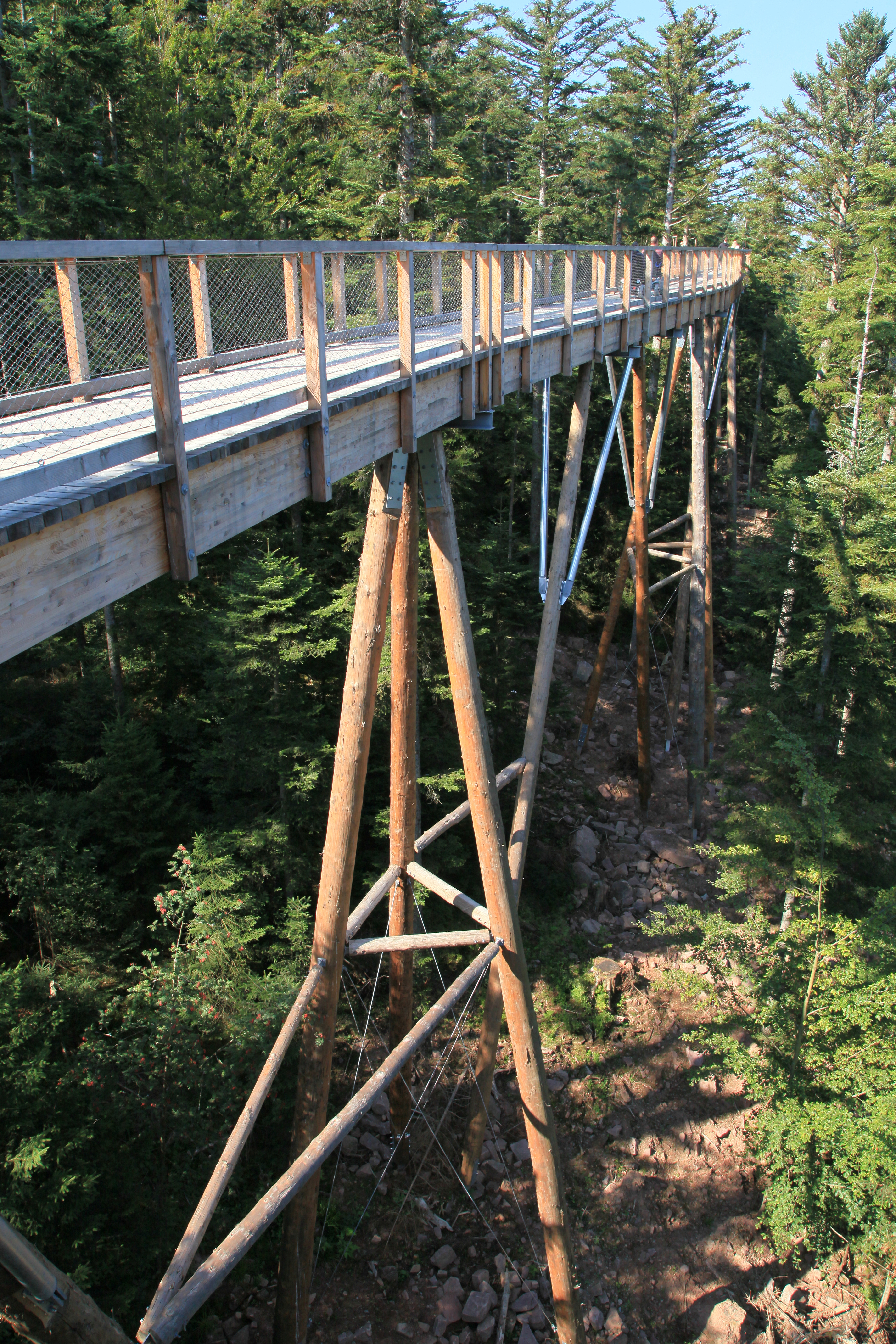
Baumwipfelpfad

Der Baumwipfelpfad Schwarzwald ist ein 1250 m langer Baumwipfelpfad auf dem Sommerberg westlich von Bad Wildbad im baden-württembergischen Landkreis Calw in einer Höhenlage von etwa 750 m ü. NHN und wurde nach Plänen des Schönberger Architekten Josef Stöger errichtet. Die 2014 eröffnete Anlage bietet an verschiedenen Informationsstationen Wissenswertes zum Wald und seiner Tierwelt sowie einen Aussichtsturm. Betrieben wird sie von dem Unternehmen Erlebnis Akademie AG.
Der Eingang zum Pfad kann von der Bergstation der Sommerbergbahn über den Emmaweg oder vom öffentlichen Parkplatz über einen Zickzackweg erreicht werden.

## Der Pfad
Der Baumwipfelpfad verläuft auf einer Länge von etwa 636 m und einer Höhe über Grund zwischen rund 4 und 20 m. Er folgt dabei dem Gelände mit stetiger leichter Steigung und bietet verschiedene didaktische Stationen sowie Erlebnisstationen wie Balancierbalken oder Wackelelemente. Außerdem finden sich entlang des Pfads 15 Comic-Tafeln, die im Rahmen einer Baumwipfelpfad Comic-Rallye besonders Kindern Spannung bescheren und Wissen vermitteln sollen.
Der komplette Pfad inklusive Rampenaufgang im Aussichtsturm ist barrierefrei und erreicht eine maximale Steigung von 6 %.

## Aussichtsturm und Rutsche

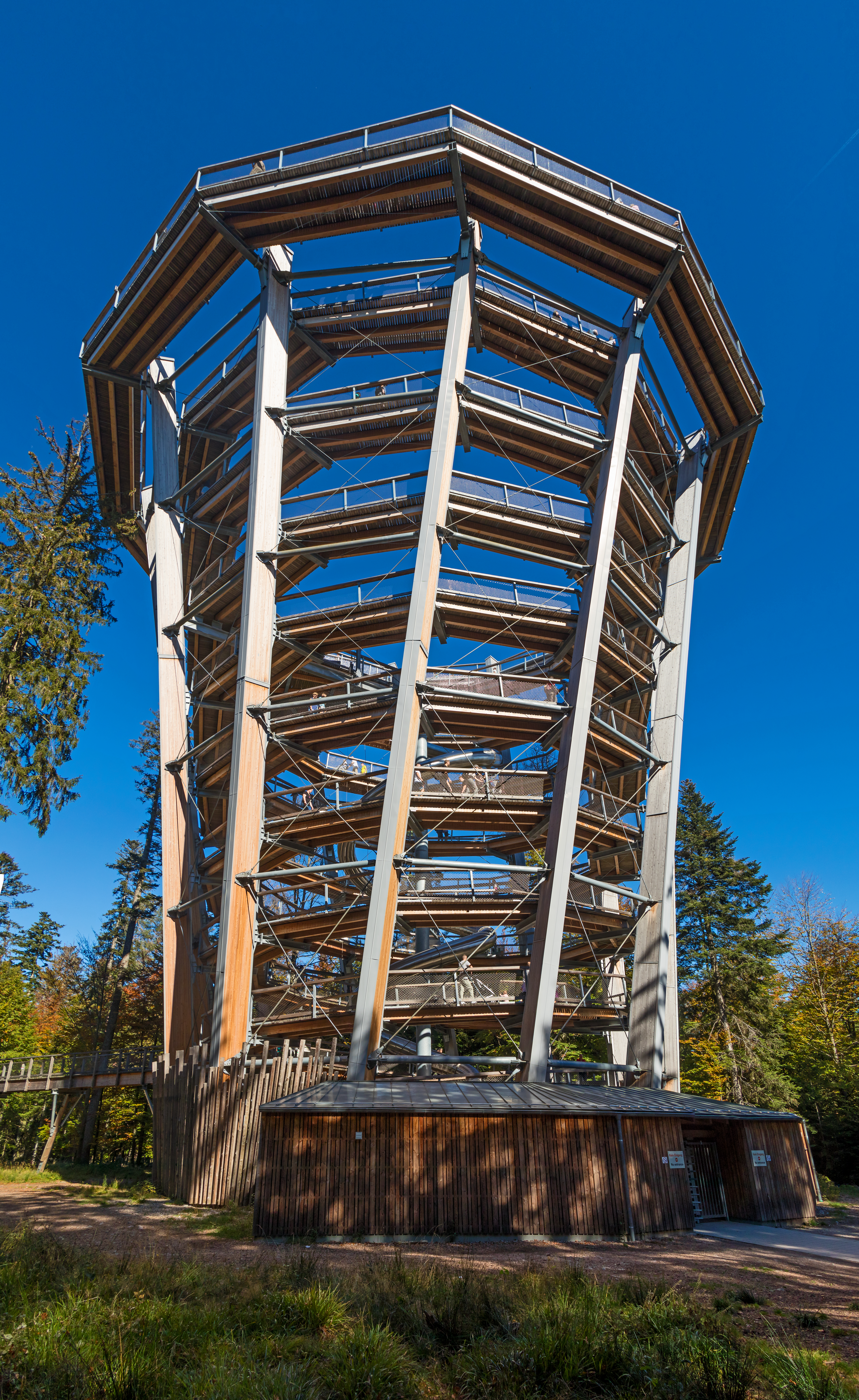
Aussichtsturm des Baumwipfelpfades Schwarzwald

Am Ende des Pfades erreicht man einen 38,5 m hohen Aussichtsturm, der überwiegend aus Holz gefertigt ist und durch die Anordnung der zwölf doppelt geneigten, schichtverleimten Hauptstützen wie ein großer verdrehter Becher wirkt. Die Stützen sind rotationssymmetrisch im gleichen Abstand zueinander aufgestellt und sowohl nach außen hin als auch im Uhrzeigersinn seitlich geneigt. Sie sind durch Stahlrohre miteinander verbunden, mehrfach kreuzverspannt und zum Teil durch Blechverkleidungen gegen Wetter geschützt.
Der Zugang vom Pfad in den Turm erfolgt in etwa fünf Metern Höhe an der zweiten Windung der 614 m langen, innerhalb der Tragstützen verlaufenden Aufstiegsrampe, die nach insgesamt neun Windungen die zwölfeckige, etwa ringförmige Aussichtsplattform erreicht. Diese ist mit Stahlkragträgern an der Außenseite der Stützen befestigt und bietet einen Ausblick bis weit in den Schwarzwald, ins Rheintal und zur Schwäbischen Alb. An der Brüstung sind Orientierungspfeile zu Sichtzielen und zu den anderen Baumwipfelpfaden der Trägergesellschaft angebracht.
Auf 25 m Höhe befindet sich zwischen Aufstiegsrampe und einer mittig im Turm stehenden Stahlrohrstütze eine dreieckige Plattform, von der eine 55 m lange Tunnelrutsche innerhalb des Turms schraubenförmig in mehreren Windungen zum Boden führt.

## Öffnungszeiten
Der Baumwipfelpfad ist bis auf wenige Tage im November und Dezember ganzjährig geöffnet, wobei die Öffnungszeiten untertags den Jahreszeiten angepasst werden.

## Träger
Der Träger betreibt vier weitere Anlagen: den Baumwipfelpfad Saarschleife, den Baumwipfelpfad Bayerischer Wald, den Baumwipfelpfad im Naturerbe-Zentrum Rügen sowie den Baumwipfelpfad Lipno (letzteren in einem Gemeinschaftsunternehmen mit Minderheitsbeteiligung).

## Auszeichnungen
Die Baumwipfelpfad Comic-Rallye wurde als offizielles Projekt der UN-Dekade Biologische Vielfalt 2016 ausgezeichnet.